# Хрватска пучка странка (1919)
Хрватска пучка странка (ХПС; хрв. Hrvatska pučka stranka била је политички огранак Хрватског католичког покрета основан 1919. године. ХСП постојала је до увођења диктатуре 1929. године.
ХСП је на изборе 1920. године изашла заједно са Буњевачко-шокачком странком. На изборима је освојила 9 заступничких мјеста: из бивше Краљевина Хрватске и Славоније заступници су били Велимир Дежелић, Јанко Шимрак и Стјепан Барић; из бивше Краљевине Далмације били су Анте Дулибић, Доминик Маци и Мате Милановић; из Херцеговине били су Дидак Бунтић, Марко Ребац и Никола Мандић.
Након што је краљ Александар 6. јануара 1929. године прогласио диктатуру, странка је забрањена и званично је престала да постоји 21. јануара политичким декретом.
Данашња Хрватска пучка странка, основана 1997. године, добијала је назив са странци из 1919. године.